# Вол стрит (филм)
Вол стрит (енгл. Wall Street) је америчка филмска драма из 1987. године, режисера и сценаристе Оливера Стоуна, док су у главним улогама Мајкл Даглас, Чарли Шин и Дарил Хана. Филм прати причу Бада Фокса, младог берзанског посредника који почиње да сарађује са Гордоном Геком, богатим бескрупулозним корпоративним човеком.
Стоун је направио овај филм у знак поштовања према свом оцу, који је био берзански посредник током Велике кризе. Лик Гордона Гека је заснован према неколицини људи међу којима су Денис Левин, Иван Буски, Карл Ајкан, Ашер Еделман, Мајкл Милкен и према самом Стоуну. Лик сер Лоренса Вајлдмана је заснован према угледном британском бизнисмену, сер Џејмсу Голдсмиту. У почетку, студио је желео да Ворен Бејти глуми Гека, али он није био заинтересован за ову улогу. Стоун је, међутим, за ову улогу желео Ричарда Гира, али Гир ју је одбио.
Филм је позитивно оцењен међу бројним филмским критичарима. Даглас је за своју улогу освојио Оскара за најбољег главног глумца, а филм се данас посматра као архетипски приказ успеха из 1980-их, са Дагласовим ликом који изјављује: „похлепа је, у недостатку боље речи, добра.” Такође се показао као утицајан у инспирисању људи да раде на Вол стриту, док су Шин, Даглас и Стоун изјавили да након свих ових година, људи им и даље прилазе и говоре да желе да постану берзански посредници, због њихових ликова у филму.
Стоун и Даглас су поново сарађивали у наставку Вол стрит: Новац никад не спава, који је изашао у биоскопима 24. септембра 2010. године.

## Радња
Радња филма догађа се средином осамдесетих година, на њујоршком Вол стриту. Бад Фокс очајнички жели да постане утицајни брокер и спреман је да уради све како би остварио своје амбиције. Преко дана ради за своју фирму на берзи, а у слободно време настоји да се приближи, што је могуће више, искусном шпекуланту на Вол стриту, Гордону Геку. Геко манипулише на тржишту, користећи инсајдерске информације, а његов мото најбоље описује приступ да је похлепа добра особина. Уз брзи новац, иде и брз начин живота, девојке, аутомобили, некретнине. Бад не жели да пропусти ту прилику и постаје близак искусном брокеру. Убрзо, користећи Гекову тактику, долази до поверљивих информација о пензионом фонду једне авио-компаније, које ће коренито променити његов живот.

## Улоге
| Глумац         | Улога                       |
| -------------- | --------------------------- |
| Мајкл Даглас   | Гордон Геко                 |
| Чарли Шин      | Бад Фокс                    |
| Дарил Хана     | Даријен Тејлор              |
| Мартин Шин     | Карл Фокс                   |
| Џон Макгинли   | Марвин                      |
| Теренс Стамп   | сер Лоренс Вајлдман         |
| Џејмс Карен    | Хари Линч                   |
| Хал Холбрук    | Лу Манхејм                  |
| Шон Јанг       | Кејт Геко                   |
| Џејмс Спејдер  | Роџер Барнс                 |
| Сол Рубинек    | Харолд Солт                 |
| Френклин Ковер | Ден                         |
| Силвија Мајлс  | агент за некретнине Долорес |
| Мили Перкинс   | госпођа Фокс                |
| Џош Мостел     | Оли                         |
| Пол Гилфојл    | Стоун Ливингстон            |
| Џон Кеподис    | Доминик                     |
| Тамара Туни    | Керолин                     |